# 赵铱民
赵铱民（1956年—），汉族，中华人民共和国政治人物、第十一届全国政协委员。
加入中国共产党，担任第四军医大学第三附属医院（口腔医院）院长。2008年，当选第十一届全国政协委员，代表医药卫生界，分入第四十五组。2018年1月，当选第十三届全国政协委员。